# Tirass

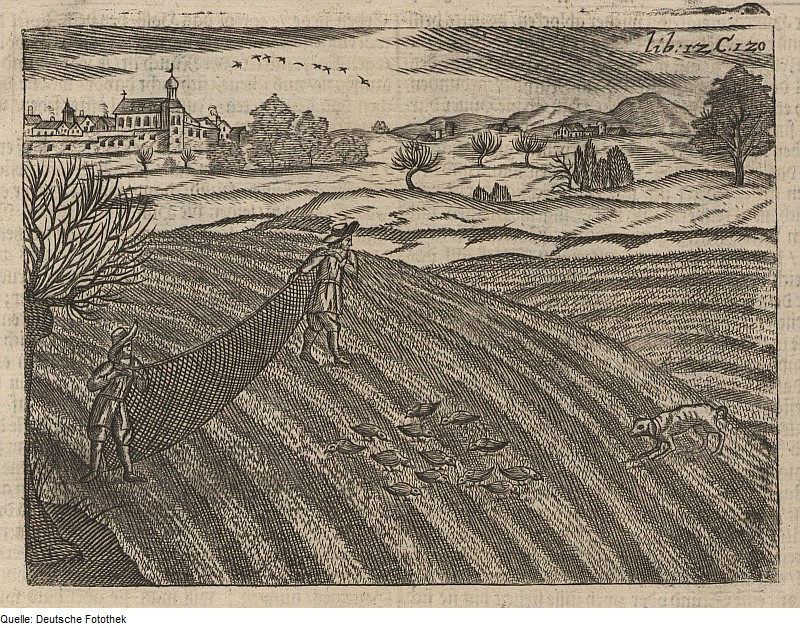
Tirass in der Georgica curiosa

Tirass, andere Schreibweisen: Tiraß, Tiras, Tyras, ist ein Decknetz zum Fang von Bodenvögeln wie Rebhühnern oder Wachteln, welches bei einer historischen Jagdmethode – dem Tirassieren – eingesetzt wurde. Der Begriff stammt aus dem Französischen (tirasse) und bedeutet in der Jägersprache so viel wie „zu Boden ziehen“.

„Tiras, großes, spiegelig gestricktes, gewöhnlich 50 Fuß (etwa 14 Meter) langes u. 40 Fuß (etwa 13 Meter) breites (wenn sie mit Pferden bewegt werden, 60–70 Fuß langes) Decknetz, womit bes. Wachteln u. Rebhühner gefangen werden. Beim Tirassiren läßt man den Hühnerhund suchen u. läuft, wenn derselbe steht, mit zwei Personen, welche das Netz tragen, über ihn weg, die dann dicht vor ihm den T. auf einmal schnell niederlegen u. darauf sehen, daß die Hühner nicht an den Seiten entwischen.“

„Der Jäger verwendet hier heute nur noch das Frettier- und das Sprengnetz. Es dürfen nur noch Kaninchen mit dem Netz bejagt werden. Der Einsatz des Sprengnetzes bei der Bau- und Bodenjagd auf den Fuchs ist nicht speziell geregelt und kommt nur vereinzelt vor.“